# Eumantispa ferruginea
Eumantispa ferruginea är en insektsart som beskrevs av Hermann Stitz 1913. Eumantispa ferruginea ingår i släktet Eumantispa och familjen fångsländor. Inga underarter finns listade i Catalogue of Life.